# Kaména Voúrla (dème)
Le dème de Kaména Voúrla (grec moderne : Δήμος Καμένων Βούρλων) est un dème situé dans la périphérie de Grèce-Centrale en Grèce. Son siège est la commune de Kaména Voúrla.
Le dème actuel est issu de la fusion en 2011 des dèmes d’Ágios Konstantínos, de Kaména Voúrla et de Mólos. Du 1er janvier 2011 au 19 juillet 2018 il portait le nom de Mólos-Ágios Konstantínos.